# Star Sapphire
Star Sapphire (en español, Zafiro Estrella o Zafiro Estelar) es el nombre de varios personajes ficticios en DC Comics; muchos de ellos son villanos, y todos conectados en origen. Dentro de la continuidad de DC, se representó a una raza inmortal de mujeres guerreras (las Zamarons) que tenían la antigua tradición de elegir a mortales físicamente idénticos de todo el cosmos para que sirvieran como cuerpo de acogida para su reina. La mujer elegida para servir a esta reina se llama Star Sapphire. Le dan el arma simbólica de la reina; un cristal que se asemeja a un zafiro estrella real que le otorga al usuario poderes similares al anillo de poder de los Linternas Verdes.
En la década de 2000, el término llegó a referirse a las Star Sapphires, una organización cuyos miembros en parte incluyen mujeres anteriormente representadas como la Star Sapphire singular en los títulos de DC. No claramente definidos como superhéroes o supervillanos, las Star Sapphires debutaron como un cuerpo en Green Lantern vol. 4 # 20 (julio de 2007). Fueron creados por el escritor Geoff Johns y el artista Ethan Van Sciver.

## Historia de las Star Sapphire

### Star Sapphire de la Edad de Oro
- Star Sapphire I: Esta misteriosa reina de la "7 ª dimensión" trató de conquistar dos veces la Tierra, luego de haber desaparecido durante décadas. La primera vez, Star Sapphire llegó de un planeta cercano a la Tierra y comenzó a eliminar de nuestro mundo el oxígeno. Sin embargo fue detenida por el Flash original. En el segundo ataque Star Sapphire desterró a los hombres de la Tierra a otra dimensión, dejando a la población femenina para dominarlas. Una vez más, Flash la detuvo. Una nueva Star Sapphire apareció en la Ciudad Costera. Esta Star Sapphire, quien era antecesora a Carol Ferris, era una mujer elegida por todas las mujeres de una raza exótica llamada Zamarons para ser su reina. Presentada con una poderosa gema zafiro, entró en conflicto con Linterna Verde (Alan Scott). Cuando el segundo Flash se encontró con la nueva Star Sapphire, se descubrió que la original fue manipulada por el... y que había sido exiliada por las Zamarons por ser no apta para gobernar. (Esta incapacidad es probable en parte debido a su temor a los hombres). En el transcurso de la batalla; la exgobernante de la 7 ª dimensión se encontraba atrapada en la joya de Star Sapphire. Desde entonces, no ha sido vista. Primera aparición All-Flash Comics #32 (Diciembre de 1947).

### Star Sapphire de la Edad de Plata y moderna
- Star Sapphire II: Como Zafiro Estelar, este personaje debutó en las páginas de Green Lantern vol. 2 nº 16, de nuevo de la mano de los escritores Broome y Kane. Por supuesto, fue derrotada por Hal Jordan, que descubrió que la villana no era otra más que compañera sentimental Carol Ferris. Todo comenzó en el planeta Maltus, donde nacieron los Guardianes del Universo y sus compañeras, las Zamarons. Estas se marcharon por sus diferencias con estos por el papel de las virtudes de las emociones de afecto entre sus compañeros, y por ello, se instalaron en el Planeta Zamaron. La reina de las zamarons tenía que ser una mortal, un claro duplicado exacto de su predecesora. Carol era la sucesora de la última reina, y las zamarons le dieron el poder de volar y proyectar rayos con el zafiro que llevaba en la tiara, así como evidentes poderes similares a los de los Linternas Verdes. Por ello, la pusieron en contra de Hal Jordan el Green Lantern protagonista de la serie, pero al final logró zafarse del control de las zamarons. Sin embargo, esta doble identidad de Carol duró bastante tiempo al igual que hizo que su relación con Hal Jordan se deteriorase con el tiempo a causa del poder del Záfiro, y los sucesos encaminados a Hal. Otra Zafiro, Dela Pharon, aparecería en el Green Lantern vol. 2 nº 41. Carol no fue la primera Zafiro Estelar de DC. En el All-Flash nº 32 (1947), Robert Kanigher y Lee Elias crearon a la primera villana con este nombre. En revisiones de la historia que se hicieron posteriormente, se supo que aquella Zafiro era una reina de las zamarons exiliada a la Séptima Dimensión que regresaba para luchar con Jay Garrick. La última aparición de la Zafiro original tuvo lugar en la miniserie Flash and Green Lantern: The Brave and the Bold, donde ella enfrentaba a Hal Jordan (DC Comics), Barry Allen, Alan Scott y Jay Garrick. Ferris también asumió por un tiempo la personalidad de Predator, un vigilante sanguinario, que más adelante se supo que es una entidad ligada a la emoción del amor. Carol ferris apareció como Star Sapphire por primera vez en las páginas de Linterna Verde la revista de Showcase. 1, número 22 (octubre de 1959).

- Star Sapphire III: Una tercera mujer se convirtió en Zafiro Estelar en la misma época que lo hizo Carol Ferris. Durante un evento de caridad, Carol Ferris había sido atacada misteriosamente. Linterna Verde corre en su ayuda y la lleva a un hospital. Allí, ella despierta y se encuentra con una nueva Zafiro Estelar. Las Zamarons explican a Linterna verde que la otra mujer es Dela Pharon del planeta Xanador. Las Zamarons la eligieron como su nueva reina, pero la mujer se enfadó cuando las disidentes Zamarons afirmaron que Carol la habían hecho una excelente reina. Dela llegó a la Tierra y atacó a Carol. Esto provocó que Carol se convirtiese en Záfiro Estelar de nuevo. Las dos mujeres terminaron su duelo con Carol quien aparentemente salió vencedora. A continuación, Carol obliga a Linterna Verde a regresar a Zamaron como su esposo. Antes de la boda, Linterna Verde descubre que la mujer es realmente Dela Pharon, lo que le revela que los engaño con el fin de casarse con Hal Jordan. Finalmente se descubre el engaño y con la ayuda de la verdadera Carol, la derrotan, suceso ocurrido en el tomo de (Linterna Verde v2 # 41, Dec 1965). Dela reaparece en una historia contada por Carol Ferris. Ella continuó como lZafiro Estelar, a su vez con el tiempo termina esclavizando al Linterna Verde de Xanador, convirtiéndose en su compañero y causándole más adelante su muerte. Apareció en Green Lantern vol. 2, Issue # 41 (diciembre de 1965).

- Star Sapphire IV: Remoni-Notra, conocida como Deborah Camille Darnell, del planeta Pandina, fue elegida por las Zamarons para ser su nueva reina, honor ostentaba Carol Ferris de la Tierra, pero al final ella negó. Remoni-Notra recibió uno de los cinco fragmentos del Záfiro Estelar y fue informada de la existencia de los otros cuatro. Utilizando sus poderes, ella vino a la Tierra para localizar y robar la joya a Carol Ferris a la vez que ella se une a la Sociedad Secreta de Super Villanos (entre sus miembros estaban El Profesor Zoom, Floronic Man, El Mago y Blockbuster) como la nueva Záfiro Estelar con la esperanza de encontrar una pistas de las gemas. La Sociedad fue derrotada por la Liga de la Justicia de América. En la Tierra tomó el nombre de Deborah Camille Darnell y se convirtió en una azafata en Ferris Aircraft, con la esperanza de acercarse a Carol y tomar la gema del Záfiro Estelar. Su paradero se desconocía hasta hace poco cuando se reveló que le habían borrado la mente y puesta en estado de coma. Esto fue probablemente debido anteriormente a una petición de Linterna Verde (Hal Jordan) para proteger a Carol Ferris. Ella estaba en un coma y fue revivida por La Sociedad Secreta de Super Villanos (DC Comics). Junto a ellos, luchó de nuevo contra la Liga de la Justicia de América. En el número de la Crisis Infinita # 6, varios usuarios de magia se reunieron en Stonehenge y convocaron al Espectro. Él señala a Darnell su respectiva condena, la transforma en un cristal de Zafiro Estelar y la rompe, causando la muerte. Darnell podía usar su gema de poder volar y lanzar explosiones de la fuerza casi igual a la potencia del anillo de Linterna Verde. Por otra parte, el Zafiro le otorga a un cierto grado de invulnerabilidad y le permite sobrevivir en el espacio. Apareció en Secret Society of Super-Villains vol. 1 número 1 (junio de 1976).

- Star Sapphire V : Krystal y Jillian Pearlman "Cowgirl". Después de la muerte de Darnell, la joya Star Sapphire apareció en el último lugar donde había sido abandonado por la última Záfiro, en (Salisbury, Inglaterra). Durante los hechos de la historia recientemente contada sobre última Záfiro Estelar, esta gema llama a una excursionista llamada Krystal, quien está cerca del lugar de los sucesos mencionados con anterioridad. Después de localizar la gema, toma posesión de Krystal y la transforma en la quinta Star Sapphire de manera provisional. Poco tiempo después, le dice que ha de encontrar el nuevo cuerpo huésped de la que será realmente la elegida por su cercanía con Hal Jordan en su nueva vida dentro de su círculo social, haciendo de Krystal que no sea la verdadera huésped para sus propios deseos, sino para que haga llegar la gema y poder entregarla a su correspondiente futuro huésped. Krystal deja Inglaterra y al ser vista la huésped está próxima aterrizando al norte de California. Luego comenta que ella cree saber a quién realmente va a escoger a la mujer quien más desea: nada más y nada menos que al huésped original, a Carol Ferris. El Zafiro Estelar encuentra rápidamente a Carol Ferris lo que la posesiona brevemente lo cual la obliga a aterrizar el avión de pruebas que termina estrellándose. Entonces la gema toma la posesión de su respectivo huésped, pero la compañera piloto de pruebas de Jordan, en la Fuerza Aérea de EE. UU., Jillian "Cowgirl" Pearlman, abandona en el instante a su huésped provisional Krystal, y al no estar piloteado dicho avión, se precipita y dejando a "Krystal" dentro del avión, que finalmente se estrella y matando a Krystal. Intentando buscar el cuerpo huésped de Carol Ferris, la gema, toma el control provisional de "Cowgirl" Pearlman, Los hechos que acontecen respecto a lo que sucede en el momento con el Záfiro, Jordan se transforma en Linterna Verde a la vista de Ferris y Cowgirl, y entabla un arduo combate aéreo contra la entidad de la gema. Durante su enfrentamiento, los sentidos emocionales de piedra detectan la atracción que siente Jordan hacia Cowgirl y rápidamente abandona la opción de tomar nuevamente a Carol, dándose cuenta de que ahora es ella el nuevo interés amoroso de Hal, haciéndose a la idea de Cowgirl sea la nueva huésped del Star Sapphire intentando convertirla en la Sexta Star Sapphire, haciendo que Carol rete a la entidad de la gema para que tome posesión una vez más pero como hacía parte de una trampa para liberar a Jilliam. El Záfiro finalmente es liberado de su respectiva huésped, y en un intento por controlar el cuerpo de Carol, es capturado el cristal y expulsado fuera de la Tierra a través de un vórtice de Energía. Carol se encuentra al final del número de la revista con Hal Jordan en un bar con Jillian "Cowgirl" Pearlman. Vaquera apareció por primera vez en el n° 1 del vól. 4° de Green Lantern de 2005, rápidamente llegó a establecer una nueva relación romántica con Jordan.[2]

## Las Star Sapphire como Corps
Una reorganización en el planeta Zamaron, la Reina Aga'po junto a sus hermanas deciden que el poder del Záfiro Estelar ha previsto serios cambios en el universo, como la inminente guerra de la Luz, como se dará en la profecía de la Noche Más Oscura. Entonces reúnen los poderes de las gemas del poder del Záfiro original, construyendo una batería de poder en la que encarnará su lucha por el poder el espectro emocional del amor, reflejado en los sentimientos de la gema tanto como en la relación feminista del poder que se ha estado poco a poco liberando en el uso de dicha gema, lo que convoca a la creación de las Star Sapphires, como un tercer cuerpo en su lucha por el control emocional a través del amor, lo que se sustenta a través de la convocatoria en los 3600 sectores a mujeres de distintas razas alienígernas para sumarse a la causa. Ahora como Zafiros Estelares, siendo ahora parte de las siete Corporaciones por el color específico dentro del Espectro emocional, en el Universo DC. Aunque sus raíces se remontan a las primeras apariciones de las primeras reinas Star Sapphire, hasta ahora han empezado a tomar un papel importante para el futuro evento próximo de La Noche más Oscura. En primer lugar, la formación por parte de las Zamarons del cuerpo de las Star Sapphires se da en los sucesos de la miniserie de los Pecados de las Star Sapphires en la serie regular de Linterna Verde 4 vol. n°# 18-20 (de mayo-julio de 2007), Sus nuevas habilidades ahora provendrán de unos anillos de poder violeta que ejercen el poder emocional del amor. En la actualidad, los miembros de las Záfiros Estelar se ha especificado que son mujeres debido a que son las que principalmente irradian con mayor facilidad poder de la emoción del "amor", así como el factor feminista de las Zamarons, aunque se deja abierta la posibilidad de especies donde el factor lo irradie el hombre, que es poco probable de momento. Durante un panel en la convención del en la Comic-Con International de 2009 en San Diego, California, Geoff Johns explicó que: "cualquier persona puede participar, pero la mayoría de los hombres no son dignos".
A diferencia de la mayor parte del Cuerpo de la linterna, salvo quizás el agente naranja, los zafiros estelares son Actualmente todas mujeres. Sin embargo, no es imposible que un hombre pueda llevar y usar el anillo. Durante la guerra de los Linternas Verdes, Guy Gardner una vez llevaba un anillo de zafiro, además de un anillo rojo, para aumentar su poder, y pudo, aunque sólo sea por un breve tiempo, canalizar su poder, a pesar de que resultó sumamente difícil ( debido principalmente al hecho de que tenía que sentir odio y amor al mismo tiempo). Los autores también señalaron que los hombres se les permite entrar en el corp, es sólo que ninguno ha sido encontrado digno todavía.
También hay que señalar que la Entidad del Amor Depredador poseyó a un hombre, el linterna verde Kyle Rayner y al humano Abraham Pointe, haciéndoles efectivamente un miembro de las Star Sapphires durante la posesión.

### Biografía del Corp
Las Star Sapphires como cuerpo aparece por primera en contexto de acuerdo a la conversación entre Carol Ferris y Hal Jordan inmediatamente después de que Ferris se acababa de recuperarse de ser poseída brevemente por la gema del Zafiro Estelar durante la miniserie de Los Pecados de las Star Sapphires. Ferris, le explica a Hal, que, durante la posesión de la gema, se enteró de una serie de cosas sobre el pasado de la entidad de la gema y del porqué de sus poderes. Ella le dice que hace miles de millones de años atrás, cuando los Guardianes del Universo decidieron formar a los Green Lantern Corps, una tribu de mujeres Oanas tuvieron un desacuerdo con los varones Guardianes porque estaban en desacuerdo sobre la creencia en una vida sin emoción. Dijeron que iban a continuar su propia existencia de su vida con las emociones, comenzando con el más representativo que emanaban como era el amor. Realizaron una intensa búsqueda a través del universo durante miles de millones de años sobre algo que los guardianes más temían, hasta que finalmente la encontraron en el distante planeta llamado Zamaron. Ellos aprendieron que el amor emanaba de la primera gema de Star Sapphire, que fue descubierta encerrada en el abrazo de dos esqueletos cristalizados dentro de una cueva. Ella le explica que, a pesar de que Hal había sido capaz de derrotar en diversas ocasiones a las varias encarnaciones del huésped de la Star Sapphire, al que había encontrado en ese entonces, y que además si hubiesen sido otros Linternas Verdes no habían sido tan afortunados. Ella describe a otro Záfiro Estelar enamorándose de un Linterna Verde y que lo encierra en su mundo de cristal violeta para que los dos pudiesen estar juntos por siempre. También menciona que la gema Star Sapphire es como la energía verde utilizada por los anillos de Linternas Verdes y el poder de los anillos de color amarillo utilizado por los miembros de los Sinestro Corps.

### Pecados de las Star Sapphires y Rumbo aBlackest Night
Antes de este intercambio, Jillian "Cowgirl" Pearlman (quien brevemente estuvo poseída por el Sapphire Star) ataca a los dos. Jordan usa su anillo usando su mayor capacidad de voluntad necesaria para ayudar a combatir la gema y liberar a "Cowgirl". Las dos luchan con la Star Sapphire y es derrotada con sus poderes combinados. En ese entonces Un vórtice de energía se abre en el lugar y una voz que se muestra diciendo que "un nuevo Cuerpo está alzando y por tanto debe ser nuestro". Cuatro Zamarons salen del portal, y se anuncia que tanto "Cowgirl" y Ferris se convertirán en las dos primeras miembros del Cuerpo. Jordan dice a Ferris que trate de eliminar el Zafiro Estelar de "Cowgirl", y el mientras él se enfrenta a las Zamarons. A pesar de que es capaz de hacerlo, el Záfiro inmoviliza a las dos mujeres en la Tierra, mientras Zamarons obtienen ventaja sobre Hal. La Gema le dice a Jordan le pide a cuál de las dos desea más y que la mujer elegida podrá estar con él para siempre. En respuesta, Jordan besa a una de los Zamarons, al convencer a la piedra para liberar a sus rehenes y la posean su lugar. La piedra reacciona en su nuevo huésped con mucha violencia, provocando que la Zamarons se retire con ella a su planeta para liberarse del Záfiro quien en el pasado había sido aliada y debatir el futuro de la gema.
Al final de dicha historia, las Zamarons le quitan el Záfiro Estelar frente a sus hermanas de armas a costa de su propia vida. Las Zamarons toman en conciencia que, Jordan si tuvo razón en demostrar de cómo el poder del Záfiro Estelar es demasiado poderoso para un huésped. Al ser considerada el más lejano del centro del espectro emocional, el color del Záfiro tiene una mayor influencia sobre la luz violeta, ya que es potencialmente influenciable y dominador sobre su portador (un elemento gráfico de 0 a 10 hace que su influencia sea muy importante en el extremo opuesto del espectro, caso como ocurre con los portadores del poder de la ira en la emanación de luz Roja, predominante en los Red Lantern Corps). Las Zamarons afirman que podrían solucionar el problema tomando una página del Libro de Oa (DC Comics). Aquí entonces se muestra la transformación de la gema del Záfiro Estelar en un anillo de poder violeta al ponerlo en un pedestal, junto con una batería de energía violeta recién creada. En el momento, se discute la razón por la cual se había estado centrado la discusión sobre el amor después de tanto tiempo que no se percataron que ahora se comvirtieron en ese proceso como las nuevas guardianas de la emoción del amor. Al mismo tiempo pues, donde estuvo una vez resguardado el poder emocional violeta del Záfiro Estelar, aparece entonces una Batería Principal una representación del color violeta que simboliza el nuevo Cuerpo de las Star Sapphires, haciéndole en conjunto, una competencia al espectro del color verde y amarillo quienes representan el poder de la Voluntad y el Miedo propios del green Lantern Corps y el Siniestro Corps, (Quien brevemente había desatado su propia guerra en contra del cuerpo de Linternas Verdes) y convirtiéndose en la tercera competencia con su propio poder de anillos y baterías como fuente de alimentación. Al revelarse esto para el lector, el comentario de una de las Zamarons esque "el deber de debe reunir a todas"

### Juramento de las Star Sapphires
A pate de estos sucesos, las Zamarons forjaron su propio Juramento, y dice así:
“Para corazones largamente perdidos y llenos de miedo,
Para aquellos solitarios en la noche más oscura,
Acepten nuestros anillos y únanse a nuestra lucha,
El Amor lo Conquista todo ¡CON LA LUZ VIOLETA!”

## Poderes y habilidades

### Gema de Star Sapphire
Los poderes originales del Star Sapphire son vastos. Está equipada con un arsenal de armas, incluida una réplica de zafiro estrella de Zamaron, de origen desconocido. También tiene una variedad de poderes personales, aunque no está claro si provienen de sí mismos o de su armamento personal. También puede acceder a los recuerdos de los zamoranos en relación con la gema Star Sapphire, como las experiencias de otros usuarios. Al igual que con los poderes de la mujer que lleva el título de Star Sapphire, las limitaciones de la gema Star Sapphire tampoco están claras. Psicológicamente, las mujeres que sirven como Star Sapphire han mostrado una extraña preocupación por el género, que se sospecha que refleja un miedo patológico a los hombres. También han tenido una comprensión menos precisa de las variaciones en la física entre las dimensiones. A veces son frustrados principalmente debido a su propio exceso de confianza.

### Anillo de Poder Violeta
Las miembros de Corp Star Sapphire usan anillos de poder violeta, alimentados por la emoción del amor. Permiten al usuario volar, generar un aura protectora y crear construcciones de luz violeta.
Los anillos violetas tienen varias habilidades únicas. Pueden crear cristales que pueden usarse para encarcelar a miembros de otros Lantern Corps en Zamaron. Con el tiempo, los anillos de los prisioneros atrapados en estasis dentro de los cristales se infectan con energía violeta. Después de pasar suficiente tiempo en el interior, la prisionera emergerá como un Star Sapphire. Los anillos también pueden detectar cuando un amor está en peligro, ubicarlo y luego crear una conexión con el corazón asediado que se puede usar como una atadura. Los zafiros también se muestran como capaces de mostrar a los demás su mayor amor. A diferencia de las construcciones creadas por Green Lanterns, las Orange Lanterns no pueden absorber las fabricadas por Star Sapphires. Las Star Sapphires parecen poder teletransportarse para escapar de los atacantes, mientras que sus construcciones de energía liberan un polvo desorientador cuando se destruyen. Estas dos habilidades se pueden combinar de manera efectiva para evitar ser perseguidas. Los anillos de poder violeta tienen la capacidad de devolver a la vida a los recién fallecidos al extraer el poder del corazón de quien los ama.
Aunque las Star Sapphires no tienen una debilidad frente a otros Cuerpos (son inmunes a las propiedades de robo de energía de un Anillo de Poder Naranja), son más susceptibles a ser controlados por su propio poder. El amor es una de las dos emociones en los extremos del espectro emocional y tiene una influencia mucho mayor sobre sus usuarios. A diferencia de la gema Star Sapphire, que podría forzarse sobre un usuario, los anillos de poder violeta deben ser aceptados por el usuario.

## Aparición en otros medios

### Televisión
- Star Sapphire aparece en episodios de Liga de la Justicia, con la voz de Olivia d'Abo en su acento natural inglés. Ella recibe su poder de la piedra con su máscara, que le otorga las habilidades de Linterna Verde que le permiten formar escudos, crear construcciones de energía, disparar explosiones de energía y crear un campo de cuerpo completo que le permite volar y viajar a través del espacio profundo. Si bien sus orígenes nunca se explican en qué versión se basa, los creadores del programa han confirmado que su intención es ser Carol Ferris.[6] En el episodio "Injustice For All", Star Sapphire es invitado a unirse a la Banda de la Injusticia de Lex Luthor para trazar la destrucción de la Liga de la Justicia. Inicialmente, la idea de trabajar con "delincuentes comunes" la repele, pero parece que se calienta con la cantidad de dinero que Luthor les promete a cada uno de ellos (lo que también evita que renuncie después de que su plan inicial fracase). En la batalla final de la Banda de la Injusticia con la Liga de la Justicia, es derrotada por Green Lantern.[7] En el episodio "Furia", Star Sapphire más tarde es reclutada para la segunda encarnación de la Pandilla de Injusticia dirigida por Aresia para destruir a los hombres del mundo. Cuando Aresia revela la agenda del grupo, inicialmente se sorprende, pero finalmente se une con entusiasmo. Mientras se alineaba con esta Pandilla de Injusticia, ella logra engañar a Mujer Maravilla y Chica Halcón en creer que todavía quiere vivir en un mundo con hombres atrayendo a las dos mujeres a una trampa que las somete a ellas y a Hippolyta. Más tarde, ella y Aresia, junto con Tsukuri, huyen con Hippolyta a bordo del avión de Aresia. Mujer Maravilla y Chica Halcón las persiguen y es eliminada de la pelea cuando Mujer Maravilla saca uno de los cañones láser del avión para liberarla de su alojamiento y la arroja desde atrás, lo que la arroja al mar.[8] En el episodio "De aquí en adelante", Star Sapphire se encuentra entre los varios supervillanos del caos que reina en Metrópolis poco después de la supuesta muerte de Superman a manos de un grupo de supervillanos. Ella lucha contra Green Lantern (John Stewart), sin embargo, es derrotada cuando la Mujer Maravilla se cuela detrás de ella y la golpea.[9]
- En Justice League Unlimited, Star Sapphire se une a la Sociedad Secreta de Gorilla Grodd. Durante el motín liderado por Grodd, ella se alía con Luthor y, por lo tanto, se encuentra entre los sobrevivientes que llegan a la Tierra a tiempo para advertir sobre la inminente invasión de Darkseid. Ella se une a la Liga de la Justicia y al resto de la Sociedad Secreta en la lucha contra las fuerzas de Apokolips, y se la representa luchando parademons sobre la Gran Muralla china junto a Mujer Maravilla, Shining Knight y Vigilante. Durante la batalla, una vara de un cañón de Apokoliptan la deja inconsciente, pero Shining Knight la salva de su muerte. Ella fue vista por última vez huyendo de la Torre del Metro junto con otros miembros sobrevivientes de la Sociedad Secreta.[10]
- La versión de Carol Ferris de Star Sapphire aparece en Batman: The Brave and the Bold, con Carol Ferris con la voz de Rachel Quaintance y Star Sapphire con la voz de Vicki Lewis.[11] Carol se transforma en Star Sapphire después de ser secuestrada por los Zamaron, luego se le implanta el espíritu de su reina y le otorga un anillo de poder violeta. Cada vez que Carol coloca el anillo en su dedo, se transforma en Star Sapphire y pierde el control de su cuerpo. En el episodio "Scorn of the Star Sapphire", Star Sapphire finalmente intenta abrir un portal que permite a un ejército de Zamarons invadir la Tierra, pero Green Lantern y Batman repelen la invasión. Después de que las Zamaron son enviados de vuelta a su mundo natal, Carol finalmente recupera el control y saca el Zafiro Estrella de su cuerpo mientras aparentemente pierde todos sus recuerdos de su tiempo bajo la influencia del anillo. Esta versión luce un traje que combina elementos de su diseño original, así como el rediseño más reciente de la serie Green Lantern 2005. La Batería Central de las Star Sapphires aparece brevemente en un flashback que muestra el mundo natal de Zamaron. Star Sapphire más tarde hace un cameo en el episodio "Powerless!" donde el Capitán Átomo intenta ilustrar cuán débil es Batman al señalar que Star Sapphire podría matarlo fácilmente en la batalla.
- Las Star Sapphires aparecen en Linterna Verde: La Serie Animada. Debutando en el episodio "In Love and War", la reina Aga'po es su líder. Esta versión comienza como un grupo de villanas, ya que su concepción del amor consiste en atrapar a los hombres en cámaras de estasis cristalinas, colocándolos en un estado de euforia permanente para garantizar que no les pase nada malo. Confían en sus encantos para convencer a los hombres de que queden atrapados voluntariamente o, si esos hombres ya tienen amores verdaderos, intentan reclutar dichos amores verdaderos. Carol Ferris es reclutada brevemente en un intento de seducir a Hal Jordan, pero el efecto del anillo hace que se vuelva loca y ataque a Hal. Finalmente puede devolverla a sus sentidos a través de un beso, y ella decide rechazar el anillo de zafiro estrella, afirmando que los métodos de los Zamaron no son el amor, sino el egoísmo. A una de las novicias de Star Sapphire le impresiona su discurso, y ayuda a Hal y a los demás a escapar, planeando enseñarle a sus camaradas el verdadero significado del amor. En el episodio "Homecoming", se muestra que han dejado de ser fanáticos. Ayudan a Hal y Razer al transportarlos a la Tierra y Oa, respectivamente. En el episodio "El amor es un campo de batalla", las Star Sapphires son atacadas por Aya y los Manhunters por difundir el mensaje de amor. Como resultado, vuelven a llamar a Carol para explicarle el amor a Aya. Para ayudar a probar su caso tuvo que luchar a Atrocitus. Al final del episodio, ella decide quedarse con el anillo esta vez por si acaso.
- Star Sapphire aparece en Justice League Action.
- Star Sapphire también aparece en la serie de televisión DC Super Hero Girls.

### Películas
- Star Sapphire hace una aparición al final de Justice League: The New Frontier junto con los otros villanos. Carol Ferris también aparece, sin embargo, el vínculo entre ella como Carol y Star Sapphire no es oficial.
- Mientras que las Star Sapphires no aparecen en pantalla en la película Linterna Verde de 2011, Carol Ferris (interpretada por Blake Lively) es un personaje principal. En la escena en la que Carol está volando un avión de combate, su distintivo de llamada es "Zafiro" y el letrero Star Sapphire puede verse en su casco. Mientras que las Star Sapphires nunca estuvieron involucrados en la película, Lively ha comentado que existe el potencial de que Star Sapphire aparezca en cualquier posible secuela y que ella disfrutaría la oportunidad de regresar como Star Sapphire.[12][13]
- La versión de Carol Ferris de Star Sapphire aparece en Justice League: Doom, expresada nuevamente por Olivia d'Abo pero esta vez sin su acento.[14] Su traje aquí es similar al que usan actualmente las Star Sapphires. La contratan para ser parte de la Legión del Mal de Vándalo Salvaje ya que ella es la contraparte de Green Lantern. Su plan es romper el testamento de Hal Jordan haciéndole creer que la había dejado (a la versión de Androide) asesinada por un terrorista que podría haber derrotado fácilmente antes de que le ocurriera un daño. Mientras Hal llora, la verdadera Carol se acerca a él y lo reprende por no haberla salvado y por haberla lastimado, convirtiéndola en Star Sapphire. Llorando, Hal se quita el anillo y se convierte en un hombre destrozado mientras continúa llorando a Carol. Cuando Batman llega, él revela que la mujer era un androide usado por Star Sapphire para engañarlo, y que ella lo había expuesto a una versión diluida del gas del miedo de El Espantapájaros para quebrar su voluntad, a lo que Hal se quita el anillo y se convierte en Green Lantern una vez más. Cuando la Liga de la Justicia asalta la Legión del Mal, ella se enfrenta a él nuevamente. Mientras pelean, Hal expresa su enojo por el plan de Carol, diciendo que no podía creer lo que ella hizo, solo porque ella comentara fríamente que le rompió el corazón y que ella nunca dejaría de intentar matarlo por eso. Ella logra capturarlo, pero él se escapa y la noquea. Hal procede a quitarle la gema Star Sapphire de Carol y admite que la sigue lastimando. Se muestra que esta versión puede crear tanto explosiones de energía como construcciones duras. Ella fue la única que usó la versión no letal de los planes de contingencia de Batman y fue el último miembro derrotado.
- Star Sapphire aparece en la película animada DC Super Hero Girls: Héroe del Año.
- Star Sapphire aparece como personaje menor en la película animada Justice League: Crisis on Infinite Earths (2024).

### Videojuegos
- Las Star Sapphires aparecen en el videojuego Infinite Crisis.
- Las Star Sapphires aparecen en el videojuego Lego Batman 3: Beyond Gotham, con Carol Ferris como un personaje jugable, interpretado nuevamente por Olivia d'Abo.
- Las Star Sapphires aparecen en el videojuego DC Universe Online.
- Las Star Sapphires aparecen en el videojuego DC Unchained, con Carol Ferris como un personaje jugable.
- Aunque no aparece como personaje, hay 2 cartas de Héroe en las que aparece Star Sapphire en Injustice 2.
- Star Sapphire aparece como un personaje jugable en Lego DC Super-Villains.

### Webisodios
- Star Sapphire aparece en DC Super Hero Girls, con la voz de Jessica DiCicco.